# Sotoparada
Sotoparada es una localidad del municipio leonés de Trabadelo, en la Comunidad Autónoma de Castilla y León. 
La iglesia está dedicada a santa María.

## Localidades limítrofes
Confina con las siguientes localidades:
- Al norte con Trabadelo.
- Al noreste con Parada de Soto.
- Al sureste con Dragonte.
- Al sur con Moral de Valcarce.
- Al suroeste con Villar de Corrales.
- Al noroeste con San Fiz do Seo.

## Demografía
Evolución de la población
| Gráfica de evolución demográfica de Sotoparada entre 2000 y 2021   |
|                                                                    |
| Población de derecho (2000-2021) según el padrón municipal del INE |

## Historia
Así se describe a Sotoparada en el tomo XIV del Diccionario geográfico-estadístico-histórico de España y sus posesiones de Ultramar, obra impulsada por Pascual Madoz a mediados del siglo XIX:

Lugar en la provincia de León, partido judicial de Villafranca del Vierzo, diócesis de Santiago, audiencia territorial y capitanía general de Valladolid, ayuntamiento de Trabadelo. Situado en terreno desigual; su clima es bastante frío; sus enfermedades más comunes fiebres, dolores de costado y cólicos. Tiene 15 casas; escuela de primeras letras; iglesia anejo de Trabadelo dedicada a Santa María, y 2 fuentes de buenas aguas. Confina con Perege, Villar de Corrales, Moral del Valcarce y la matriz. El terreno es de ínfima calidad. Los caminos son locales. Recibe la correspondencia en Villafranca. Producciones: centeno, castañas, patatas y pastos; cría ganados y caza mayor y menor. Población: 15 vecinos, 90 almas. Contribución: con el ayuntamiento.
Diccionario geográfico-estadístico-histórico de España y sus posesiones de Ultramar